# Maurice Cozian
Maurice Cozian, né le 27 février 1936 à Plouvien (Finistère) et mort le 27 mai 2008 à Chanoy (Haute-Marne), est un juriste et fiscaliste français.

## Biographie
Il était un professeur émérite de droit fiscal, auteur d'ouvrages de référence connus dans les milieux universitaires et intellectuels. Il a notamment enseigné à l'Université de Bourgogne, où il fonda en 1976 le DESS de droit fiscal (le troisième de France à l'époque), qu'il dirigea jusqu'en 1986. Il est ancien membre du conseil des impôts, nommé par Édouard Balladur lorsque celui-ci était ministre de l'Économie en 1986. Il est mort d'un accident de la route le 27 mai 2008.
Il est communément reconnu comme l'un des plus grands fiscalistes français. Il a beaucoup œuvré pour que soit donné à l'enseignement de la fiscalité une place et une reconnaissance plus importantes.
Il est l'auteur de nombreux ouvrages en droit des sociétés et en droit fiscal, ceux-ci étant le plus souvent considérés comme des modèles de clarté dans les milieux universitaires et étudiants. Dans chaque matière où il existe un ouvrage écrit sous sa plume, Le Cozian est souvent un volume indispensable.
Maurice Cozian est également connu pour son style parfois facétieux, prenant dans ses ouvrages (dans sa fameuse rubrique « Le Coin des Amateurs ») des exemples jurisprudentiels parfois loufoques, voire inventant de toutes pièces certaines règles de droit. À titre d'exemple, son Précis de fiscalité des entreprises comprend tout un encadré relatif aux avantages fiscaux accordés aux femmes rousses.
Son sujet de conférence favori est l'abus de droit. Pour lui, l'optimisation fiscale nécessite des audaces calculées, avec le souci constant des limites à ne pas franchir. « Audaces fortuna juvat ! » (« la fortune favorise les audacieux »).
En hommage, le Prix du meilleur jeune fiscaliste, décerné par 11 universités françaises en partenariat avec l'administration fiscale, la CAA de Paris et l'IACF, a été renommé en 2011 à son nom.